# Волобуев, Андрей Алексеевич
Андрей Алексеевич Волобуев (20 января 1913 — 31 января 1999) — участник Великой Отечественной войны, бригадир комплексной бригады каменщиков строительно-монтажного управления № 1 треста «Ставропольпромстрой» Ставропольского совнархоза Ставропольский край. Герой Социалистического Труда (09.08.1958).

## Биография
Родился 20 января 1913 года в селе Татарка Ставропольского уезда Ставропольской губернии, ныне – Шпаковского района Ставропольского края, в семье крестьянина. Русский.
В семилетнем возрасте остался сиротой, их с сестрой Анной воспитывала бабушка, которая умерла в 1929 году.
В 1935–1938 годах проходил военную службу в Красной Армии.
20 июля 1941 года был повторно призван в армию по мобилизации.
Участник Великой Отечественной войны. Боевой путь прошёл в составе 609-го полка 139-й стрелковой дивизии, начал красноармейцем, позже стал лейтенантом командиром взвода. 
В июне 1944 года получил третье тяжёлое ранение и лечился в госпитале в Самарканде (Узбекистан). После излечения 30 декабря 1944 года был комиссован из действующей армии и вернулся на родину на Ставрополье.
С января 1945 года работал военруком сельской школы в Татарке, с сентября 1946 года – председателем Татарского сельсовета, затем – в Северо-Кавказской геофизической экспедиции.
В 1950 году поступил работать каменщиком в строительно-монтажное управление № 1 треста «Ставропольгражданстрой», вскоре возглавил бригаду каменщиков. Комплексная бригада А. А. Волобуева возводила в Ставрополе здания таких объектов, как краевая больница, библиотека имени Ленина, медицинский институт, Дворец культуры имени Ю. А. Гагарина, технологический техникум, а также жилые кварталы. Коллектив бригады работал, выполняя плановые задания на 195 процентов, прочно удерживал первенство среди строительных коллективов Ставрополя и по итогам работы в 5-й пятилетке (1951–1955) вышел победителем в социалистическом соревновании по Ставропольскому совнархозу.
Указом Президиума Верховного Совета СССР от 9 августа 1958 года за выдающиеся успехи, достигнутые в строительстве и промышленности строительных материалов, Волобуеву Андрею Алексеевичу присвоено звание Героя Социалистического Труда с вручением ордена Ленина и золотой медали «Серп и Молот».
С 1966 года работал бригадиром каменщиков в подразделении «Западных электросетей» Ставрополя до ухода на пенсию.
Проживал в Ставрополе. Скончался 31 января 1999 года.

## Награды
- Золотая медаль «Серп и Молот» (09.08.1958)
- Орден Ленина (09.08.1958)
- Орден Отечественной войны I степени (11.03.1985)[4]
- Медаль «За боевые заслуги»[5]
- Медаль «В ознаменование 100-летия со дня рождения Владимира Ильича Ленина» (6 апреля 1970)
- Медаль «За победу над Германией в Великой Отечественной войне 1941—1945 гг.» (9 мая 1945[6])[7]
- Юбилейная медаль «Двадцать лет Победы в Великой Отечественной войне 1941—1945 гг.» (7 мая 1965[8])
- Юбилейная медаль «Тридцать лет Победы в Великой Отечественной войне 1941—1945 гг.»[9]
- Юбилейная медаль «Сорок лет Победы в Великой Отечественной войне 1941—1945 гг.»[10]
- Юбилейная медаль «50 лет Победы в Великой Отечественной войне 1941—1945 гг.»[11]
- Медаль Жукова (1994)
- Медаль «Ветеран труда»
- Медаль «30 лет Советской Армии и Флота»[12]
- Юбилейная медаль «40 лет Вооружённых Сил СССР»[13]
- Юбилейная медаль «50 лет Вооружённых Сил СССР» (26 декабря 1967[14])
- медалями ВДНХ СССР:

## Память
- Его имя увековечено в Главном Храме Вооружённых сил России, и навсегда запечатлено на мемориале «Дорога Памяти»[15].